# Lesní píseň (divadelní hra)
Lesní píseň (ukrajinsky Лісова пісня) je poetické, pohádkové drama (férie) ukrajinské spisovatelky Lesji Ukrajinky. Autorka hru napsala v roce 1911 ve městě Kutaisi, poprvé vyšla v roce 1912 a na jevišti byla poprvé předvedena 22. listopadu 1918 v Národním akademickém dramatickém divadle v Kyjevě. Dílo se stalo předlohou pro stejnojmennou operu ukrajinského skladatele Vitalije Kyrejky a pro tři filmy.
Hra sestává z prologu a tří aktů a zachycuje proměňující se vztah mladíka Lukáše, lesní víly Mauky (navky, zde pojaté jako přátelská bytost) a přízemní vesničanky Kolyny. První dějství představuje jaro, kdy se do sebe Lukáš a Mauka zamilují. Ve druhém dějství, kdy vládne léto, se jejich vztah komplikuje, zejména vinou Lukášovy matky, které touží po praktické a pracovité snaše, takže Lukáš nakonec svolí ke svatbě s vdovou Kolynou a Mauka odchází. Třetí dětství, podzimní, pak přináší vyvrcholení příběhu: proměnu Mauky ve vrbu, požár domu a konfrontaci Lukáše s jeho ztraceným Osudem.
V češtině Lesní píseň vyšla v překladu Marie Marčanové a Jana Turečka-Jizerského ve výboru Světla před úsvitem (1953) a samostatně v roce 1955. Existuje také překlad Františka Tichého z roku 1919, jehož části vyšly v časopise Země a v Besedách Času, a studentský překlad Barbory Novákové.

## Okolnosti napsání a vydání
Lesja Ukrajinka napsala Lesní píseň na sklonku svého života, v létě roku 1911, když se její tuberkulóza zhoršovala, takže musela překonávat bolesti a vysoké teploty. V dopise autorka napsala: „Vír obrazů mi nedá po nocích spát, trýzní mne jako nová nemoc – a tu vždy přichází démon, krutější než všechny nemoci, a přikazuje mi psát... Tak jsem psala Lesní píseň a všechno, co jsem napsala loňského roku.“
Napsání textu trvalo 10–12 dní, dílčí úpravy a revize potom autorka prováděla až do října roku 1911. V roce 1912 se plánovalo nastudování hry v Sadovského divadle v Kropyvnyckém, z provedení však nakonec sešlo. V roce 1912 hra rovněž vyšla v časopise Literaturno-naukovyj vistnyk, ovšem s mnoha chybami a nedokonalostmi. Opravené vydání připravené samotnou Lesjou Ukrajinkou bylo publikováno v lednu 1914, půl roku po spisovatelčině smrti.

## Děj

### Prolog
Během předjaří u lesního jezera kdesi ve volyňském Polesí objevuje Ten, co hráze trhá, čeří vodu a probouzí bludičky. Hledá vodní princeznu Rusalku, a když ji přiláká, dovádějí spolu a plánují utopení mlynářovy dcery. Vyruší Rusalčina otce, starého vodníka. Vodník se pře s Tím, co hráze trhá, zahání ho a přikazuje Rusalce, aby se vrátila nazpátek na dno jezera.

### První dějství

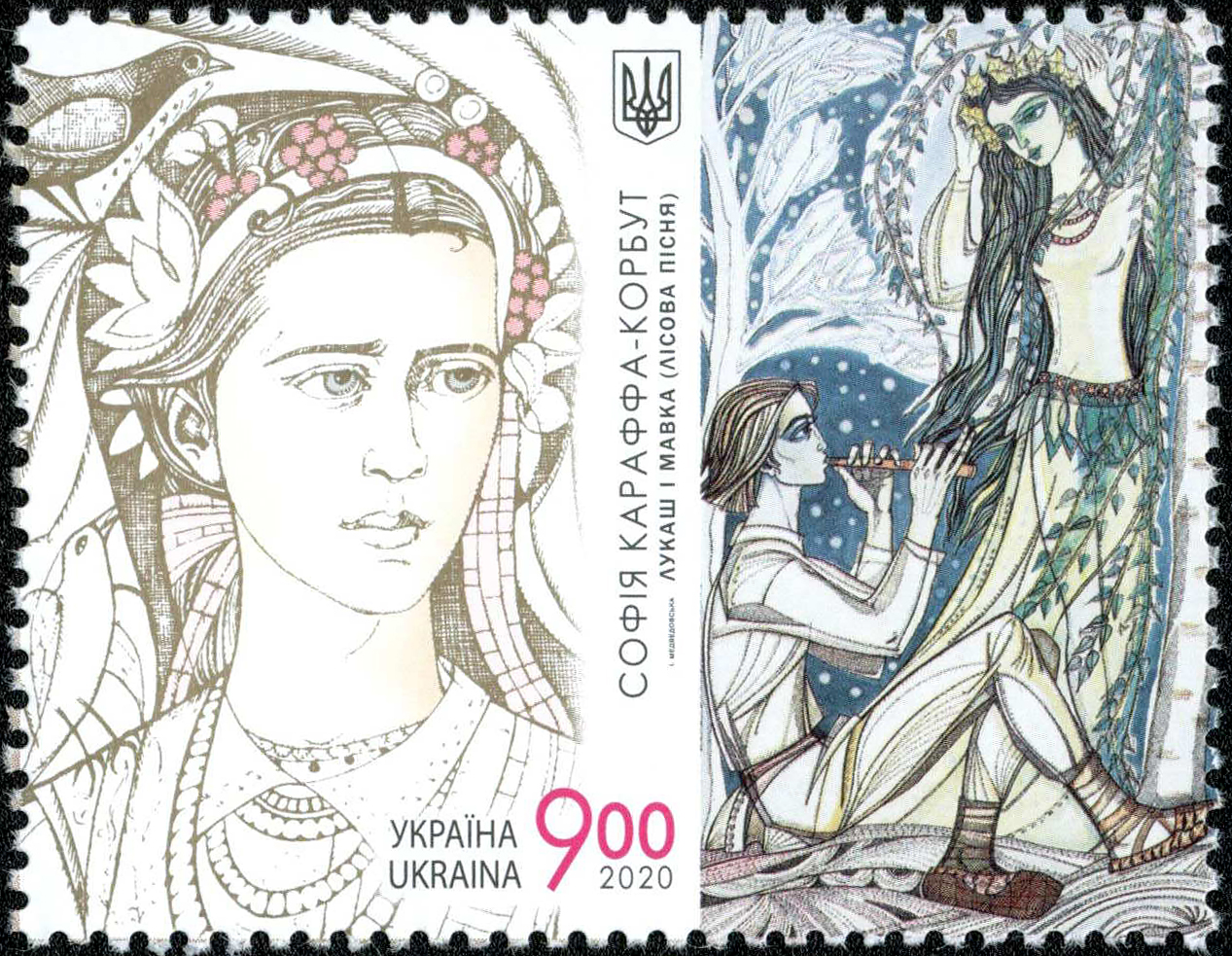
Ukrajinská známka vydaná ke 150. výročí autorčina narození, vlevo Lesja Ukrajinka, vpravo Lukáš a Mauka

K jezeru přichází starý Jakub (v původním znění Lev) se svým synovcem Lukášem a plánují na tomto místě, o němž se říká, že je nebezpečné, postavit příbytek. Lukáš si řeže rákosí na píšťaly, což pobouří Rusalku, která chce mladíka ulechtat. Lesní mužík jí ale vysvětlí, že strýček Jakub je přítel nadpřirozených bytostí a ochránce starodávného dubu, plánovaná stavba domu je proto v pořádku. Z kmene vrby vystupuje víla Mauka (navka) a je okouzlena Lukášovou hrou na šalmaj.
Přestože mužík Mauku před lidmi varuje, Mauka se Lukášovi ukáže, aby mu zabránila nařezávat kmen břízy. Lukáš je dívkou okouzlen a vyptává se jí na její život v lese. Mauka pak dokonce zazpívá píseň k Lukášově šalmaji. Lukáš na oplátku Mauce sděluje, že má od strýce dostat chalupu a že se má oženit. Mauka je okouzlena lidskými vztahy a sama vypráví o stromech a lesních bytostech o tom, že se v lese cítí osamělá – více by se jí líbilo lidské „navždy“. Když Lukáš odejde, objeví se Ohnivec a snaží se dívku přesvědčit, aby se stala jeho milou.
Strýc Jakub si zatím Lukášovi stěžuje na vodníka a snaží se rozdělat oheň, aby se usušil. Přitom musí zahnat divoženku. Začne Lukášovi vyprávět příběh o princezně, avšak u ohně usne. Lukáš odchází do lesa a znovu vyhledá Mauku, kterou pronásleduje Ohnivec. Políbí se, vyznají si lásku a Lukáš vkládá Mauce do vlasů světlušky. Milence pozoruje Rusalka, která na Lukáše posílá nejprve Bludičky, potom i Ďasíka. Lukáš zapadne do bažiny, ale je zachráněn Maukou. Dvojici nakonec objeví strýc Jakub, který zpočátku považuje lesní vílu za zrádnou, nakonec však uzná, že má dobré srdce.

### Druhé dějství
U lesního jezera již stojí hotová chalupa. Lukášova matka je nespokojená s tím, že se její syn vídá s Maukou a že společně pracují a pasou dobytek. Strýc Jakub však matce vysvětluje, že při použití správného slova mohou i lesní žínky získat lidskou duši. Mauka se mezitím převlékne do lidského oblečení po zesnulé Lukášově sestře a snaží se pomáhat, i když přitom stále chrání životy stromů.
Mauka a Lukáš se ovšem čím dál více hádají. Mauka touží po hudbě a po tom, aby věci byly takové, jako na začátku, zatímco Lukáš se snaží vycházet vstříc matce a být praktický. Mauka je donucena žnout, ale polní Rusalka ji prosí o slitování, a tak se lesní víla poraní srpem. Lukášova matka zatím přivádí Kylinu, kterou chce provdat za svého syna. Kylina je ochotna žnout, zatímco Lukáš váže povřísla; při práci spolu začnou laškovat. Mauce se Kylina nelíbí a prosí Lukáše, aby ji poslal pryč, jinak se jí může v lese stane neštěstí. Mladík se brání a obviňuje Mauku, že ho k sobě chce připoutat.
Lukáš pak odchází doprovodit Kylinu večerním lesem a Mauka pláče. Hovoří s Rusalkou a přirovnává svou lásku k lásce vrby k nezachytitelnému větru. Lesní mužík ji přemlouvá, ať znovu přijme postavení lesní princezny. Mauka souhlasí a přijímá od něj purpurový háv a stříbrný závoj, a dokonce se pustí do tance s Ohnivcem. Pak se však zjeví Mátoha, strašlivý Ten, co v skále sedí, a žádá si Mauku pro sebe, aby ji odvedl do temných krajů. Mauka nejprve odmítá ve jménu své bolesti a naděje, když však spatří, že Lukáš se chystá na svatbu s Kylinou, strhne ze sebe plášť a odevzdá se Tomu, co sedí ve skále.

### Třetí dějství
Přichází podzim. Mauka stojí u Lukášova domu oblečená v černé, s šedivým, neprůhledným závojem. Dá se do řeči s Lesním mužíkem a prozrazuje mu, že spala v černé jeskyni, ale probudilo ji zoufalé vytí Lukáše proměněného Tím, co sedí ve skále, ve vlkodlaka. Čeká na Lukáše, který zmizel v lese. Od Ďasíka se Mauka dozvídá, že starý strýc Jakub zatím zemřel a je pohřben. Všechny lesní bytosti se nyní mstí na Lukášově matce a Kylině, které nedodržují úmluvy, a ničí jim úrodu, dobytek i rybník. Přicházejí dokonce nenasytní Hladoleti, kteří se chtějí přiživit na člověčině. Matka a Kylina se zatím hádají, protože matka má dojem, že Kylina je chabá hospodyně a lépe by bylo s Maukou.
Kylina narazí na Mauku a vyptává se jí, proč přišla k domu. Mauka truchlí a Kylina ji zlým slovem promění ve vrbu, z níž si pak chlapec, Kylinin syn, uřízne proutek na píšťalu. Mezitím se vrací Lukáš a diví se, že ženy mezitím nechaly skácet a prodat starý dub, o němž Jakub přísahal, že bude zachován. Kylina dokonce spekuluje o tom, že by se zbavili celého lesa, který na ně působí tajemnými silami, a Lukáš uvažuje, zda by tím způsobem nebyl zachráněn od proměn ve vlka. Matka a Kylina se pouštějí do hádky. Kylin syn přichází se šalmají a prosí Lukáše, aby mu zahrál. Lukáš zvolí píseň, kterou kdysi hrál pro Mauku, ale uprostřed skladby se zarazí a upustí šalmaj. Je vyděšen tajemnou vrbou rozhodne se ji skácet. Po několika úderech sekerou však již nemůže dál, a tak se o skácení vrby pokusí Kylina. V tu chvíli se z nebe snese Ohnivec, aby Mauku zachránil. Vrba vzplane a od ní chytí také dům.
Lukáš pozoruje zkázu chalupy a padající sníh. Kylina chce odejít od zničeného domova do vsi, ale Lukáš odmítá, chce zůstat v lese. Kylina utíká do vesnice sama, aby přivedla kořenářku, a na scéně se objeví vysoká vrávorající postava v bílé košili – Lukášův ztracený Osud toulající se krajem. Lukáš prosí osud, aby mu umetl pryč ze sněhu alespoň malinou pěšinku, avšak Lukáš pošlapal všechny květy, které mu Osud kdysi zasadil. Osud nakonec Lukáše upozorní na šalmaj z větve a odchází. Lukáš se posadí pod vrbu a přízračná Mauka jej prosí, aby jí zahrál a nelkal pro její tělo, které shořelo, protože Mauka žije dál v šalmaji. Lukáš hraje a jeho smutná píseň se proměňuje ve zpěv vítězné lásky. Ze zimy se stává jaro. Mauka se proměňuje zpátky do své dávné krásy a milence zasypávají květy. Ty se posléze promění v hustý sníh, který dále padá na ztuhlého Lukáše s šalmají v ruce a šťastným úsměvem na rtech.

## Interpretace
Dílo je popisováno jako zachycení střetu dvou světů: světa přírody s jejím koloběhem, jistotami a kouzly a světa reálného, naplněného obyčejnými lidmi. Text hojně čerpá z lidového folkloru a balad. Autorčina sestra Olha ve svých pamětech napsala, že v Lesní písni „není ani jedna postava, ani jeden pohled na svět, ani jedna melodie, které by pro mě nebyly důvěrně známé; všechny pocházejí z Polesí a všechny jsou mi povědomé.“

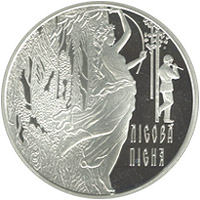
Ukrajinská pamětní mince s vyobrazením Lukáše a Mauky

Xavier Galmiche uvedl, že Lesja Ukrajinka ve hře přichází s novou interpretací pohanských rituálů. Vyrovnávání se s mýty a symboly podle něj Ukrajinčinu tvorbu přivedlo do blízkosti pohádkových dramat Stanisława Wyspiańského a pražského divadelního spolku Intimní volné jeviště. Podle Jana Vladislava se v Lesní písni uplatnil silný dramatický smysl autorky a do světové literatury tímto textem uvedla typicky ukrajinské téma. Dílo popsal jako oslavu domova, rodného kraje a jeho poetické krásy, přičemž jako dramatický konflikt slouží, podobně jako v Ukrajinčiných jiných dílech, otázka svobody. Lukáš musí volit mezi svobodou a tvůrčí radostí, představovanými Maukou, a přízemní, upracovanou bolestí, zosobněnou postavou Kolyny.
Dílo bývá čteno v kontextu i dalších podobných děl, zejména Potopeného zvonu (1896) od Gerharta Hauptmanna. V něm je rovněž tematizována láska mezi smrtelníkem a vílou a text čerpá inspiraci z regionálního folkloru, v tomto případě nikoliv slovanského a volyňského, nýbrž germánského a slezského. Paralelismus jako kompoziční princip může připomínat též dílo Maurice Maeterlincka. Autorka pracuje s představou ztraceného ráje a idylické atmosféry, která má své obdoby rovněž v ruské próze přelomu 19. a 20. století, například v Kuprinově novele Olesja, jež rovněž zachycuje Volyň. Velkolepost provinční přírody poetickým způsobem zachycovali v tomto období také Boris Zajcev (Kaluga) a mladý Ivan Bunin (Poltava). Zinaida Genyk-Berezovská uvedla, že jde o „syntézu neoromantického stylu“. Knižní inspirace, jinak pro Ukrajinku neobyčejně důležitá, v Lesní písni ustupuje do pozadí, což z ní činí vrchol autorčiny tvorby – vzrušující drama lidského života, v němž se spojuje realita a pohádkový živel.
O první český překlad se postaral František Rut Tichý v roce 1919, nicméně neujalo se jej žádné nakladatelství, divadlo ani rozhlas. Z překladu vyšly pouze části v časopise Země a v Besedách Času. Tichý později podrobil kritice překlad Marie Marčanové a Jana Turečka-Jizerského ve výboru Světla před úsvitem (1953).

## Adaptace
V letech 1955–1957 vznikla podle dramatu opera Lesní píseň ukrajinského skladatele Vitalije Kyrejky, premiéru měla v roce 1958. Hudba představuje barvitý obraz lesa, spojuje nadpřirozené bytosti s sólovými instrumentálními pasážemi.
Natočeno bylo také několik filmů. Z roku 1961 pochází Lesní píseň režiséra Viktora Ivčenka, natočená v intencích divadelní estetiky. V roce 1981 adaptoval knihu Jurij Iljenko, film vznikl pod názvem Lesní píseň. Mavka. V roce 2022 vznikla animovaná adaptace Mavka: Strážkyně lesa, režiséry byli Oleksandra Ruban a Oleh Malamuž, přičemž film se zaměřil na ekologické důrazy původního díla, zejména v kontextu ničení přírody během ruské invaze na Ukrajinu.